# Герб Черниговского района (Приморский край)
Герб муниципального образования Черниговский район Приморского края Российской Федерации — опознавательно-правовой знак, соответствующий установившимся традициям и составленный по правилам геральдики, являющейся символом районного статуса и самоуправления.
Герб утверждён Решением № 75 Муниципального комитета Черниговского района 22 мая 2002 года.
Герб не внесён в Государственный геральдический регистр Российской Федерации.

## Описание герба
«В червлёном (красном) столбе серебряного щита с лазоревой оконечностью — раскрытый серебряный цветок лотоса с золотой семенной коробочкой и золотой хлебный колос. В вольной части — герб Приморского края».

Герб существует в двух равноправных версиях: полной — с вольной частью, упрощённой — без вольной части.
Существует «парадный» вариант герба — щит обрамлён ветвями зелёных дубовых ветвей, перевитых красной лентой и увенчан золотой территориальной короной о трех листовидных зубцах.

## Описание символики
Красный цвет олицетворяет храбрость, мужество, неустрашимость жителей района, любовь к родине и готовность пролить за неё кровь.
Серебряный цветок лотоса — это и растение, характерное для приханкайских земель Черниговского района, и символ долголетия и воскресения. Его серебристый цвет — благородство, правдивость, надежда. Семенная коробочка — знак плодородия.
Лазоревая оконечность щита — водная гладь, на которой расцветает лотос, цвет душевной чистоты и целомудрия.
Золотой пшеничный колос символизирует исторически основной промысел района — хлебопашество, золото в нём — богатство и милосердие.
Размещенный в вольной части щита герб Приморского края — знак того, что Черниговский район входит в его состав.
Венок из дубовых ветвей — традиционное в российской геральдике обрамление земельных гербов. Дуб — символ плодородия, крепости, могущества.
Территориальная корона с листовидными зубцами рекомендована для увенчания гербов ст. 3.5. проекта федерального закона «О территориальной символике в Российской Федерации» в том случае, если это герб муниципального образования, объединяющего несколько населенных пунктов.

## История герба
20 апреля 2005 года Решением муниципального комитета № 294 в Положение о гербе Черниговского района были внесены изменения.